# Sailor Moon SuperS (film)
A Sailor Moon SuperS: A film (美少女戦士セーラームーンSuperSスーパーズ セーラー9戦士集結！ブラック・ドリーム・ホールの奇跡; Hepburn: Bishōjo Senshi Sērā Mūn Sūpāzu: Sērā Kyū Senshi Shūketsu! Burakku Dorīmu Hōru no Kiseki, ’Újra együtt a kilenc harcos! A Fekete Álomlyuk csodája’) egy 1995-ben bemutatott japán animációs film, a Sailor Moon című anime alapján és azok szereplőivel készült harmadik film. Cselekménye nem kapcsolódik az animéhez, ráadásul olyan szereplők is felbukkannak benne, akik abban nem is szerepelnek (Sailor Uranus, Neptune és Pluto).

## Cselekmény
|  | Alább a cselekmény részletei következnek! |

A film egy klasszikus mese, A hamelni patkányfogó modern változatát mutatja be: egy manószerű fiú a furulyáján játszik, s kisgyerekek tucatjai követik őt egy léghajóra, hipnotizálódva a zenétől. A rákövetkező nap Makoto és a lányok süteményt sütnek. Uszagi süteményei nagyon jól néznek ki, de az ízük rettenetes, Csibiusza süteményei pedig bár csúnyák, de nagyon finomak. Az a szándéka velük, hogy odaajándékozza Mamorunak, de az utcán találkozik egy fiúval, aki a furulyájával képes megtáncoltatni az édességbolt kirakatában lévő finomságokat. Összebarátkoznak, a fiú pedig Peruruként mutatkozik be. Csibiusza neki ajándékozza süteményeit.
Uszagi közben féltékenységi jelenetet rendez, ami Mamoru szerint teljesen alaptalan, hiszen Csibiusza a jövőbeli lányuk. Nem sokkal ezután azt hallják a rádióban, hogy szerte a világon gyermekek tucatjai tűnnek el rejtélyes módon. Aznap éjszaka Csibiusza és a környékbeli gyerekek is alvajárni kezdenek. A holdharcosok közbelépnek, de döbbenten látják, hogy egy Poupelin nevű fiú furulyajátéka hatására a gyermekek a hajóra vonulnak. Megütköznek vele és kegyenceivel, az Álarcos Férfi pedig komolyan megsérül az összecsapásban. A helyszínen felbukkanó Peruru hevesen tiltakozik a rablás ellen, és vitába száll a helyszínen megmutatkozó gonosz lénnyel, Badiane királynővel. Badiane elraboltatja a többi gyerekkel együtt Sailor Chibi Moont is. Egy marcipánkastélyba jut a hajón, ahonnét az összes gyereket különös szerkezetekbe, úgynevezett álomkoporsókba szállítják. Badiane megérezte Chibi Moon erejét, és erre van szüksége ahhoz, hogy  a kastély közepén lévő Fekete Álomlyukat megnyissa. Ezzel az egész világ örök álomba szenderülne.
Közben Peruru segít a holdharcosoknak megkeresni Csibiuszát. Felfedi előttük, hogy Badiane becsapta őket, mert azt ígérte, hogy szép álmokat ad a gyerekeknek, nem efféle rabságot. A marcipánkastélyhoz érve három fiú állja az utukat, akiket nem tudnak legyőzni. Mikor minden veszni látszik, Sailor Uranus, Neptune, és Pluto váratlanul felbukkannak, és bejuttatják a holdharcosokat a kastély belsejébe. Odabent megütköznek Badianéval, akinek az álomlyuk megnyitásához már elég energiája van. Egyedül Sailor Moon tud talpon maradni a hatalmas energia-elszívás közepette. Badiane magával viszi Chibi Moont a lyukba, Sailor Moon pedig utánamegy. Itt Mamoruval kapcsolatos hamis álomképpel próbálja meg az ellenség kizökkenteni őt, de nem jár sikerrel. Végül szembenéz Badianéval, s harca során a többi holdharcos is átadja neki energiáját, amelyből egy második varázspálca születik, melyet Chibi Moon használ, s elpusztítják a gonoszt.
Végül minden gyermek biztonságban hazajut, Peruru pedig, cserébe a süteményekért, átad Csibiuszának egy üvegfurulyát, majd elrepül, hogy tovább védje a gyermekek álmát.

## Új szereplők

### Badiane királynő
Badiane (女王バディヤーヌ) a film főellenfele.Egy másik világból érkezett hódító, akinek az a terve, hogy a gyermekek álmainak segítségével képes lesz megnyitni egy hatalmas fekete álomlyukat a Földön, s így leigázhatja a bolygót.

### Peruru
Eredetileg Badiane szolgálója, aki később nem nézte jó szemmel tevékenységét. Nem hajlandó a gyerekek elrablásában közreműködni. Mikor elfogják Csibiuszát, segít a többi holdharcosnak a megtalálásában.

### Poupelin
Peruru bátyja, aki Badiane hűséges szolgálója. Furulyáját bátran beveti a gyermekek ellen.

## Ami első szerelme
A japán mozikban a film előtt egy 16 perces kisfilm, az "Ami első szerelme" került levetítésre. Ez Mizuno Ami, azaz Sailor Mercury saját kis sztorija, melyben több nehézség bonyolítja a lány életét. Felbukkan egy rejtélyes szerelmes levél, valamint egy "Mercurius" nevű rivális, aki rendszeresen jobb tanulmányi eredményt ér el Aminál, álnéven. Ő pedig azt gyanítja, hogy az illető egy szörny lehet, és a feszített megfelelési kényszer kihatással van a képességeire. A film a "Vizsgacsaták" speciális manga-különkiadás második történetén alapul.

## Készítése
Eredetileg Ikuhara Kunihiko egy Sailor Uranus és Sailor Neptune főszereplésével készülő filmet képzelt el, ami teljesen független a sorozattól. A tervezett cselekmény szerint Sailor Neptune mély álomba merült volna, amelyből a világ pusztulása előtt csak egyféleképpen ébredhetett volna fel, és ehhez Sailor Uranus megpróbálta volna visszalopni a talizmánokat a holdharcosoktól. Csakhogy mind Ikuhara, mind a producer Azuma Irija elhagyták a projektet. Ötleteik egy részét később a Revolutionary Girl Utena című animében valósították meg.
A stáb túlnyomó része az előző, Sailor Moon S filmen is dolgozott. A forgatókönyvet a SuperS sorozatot is jegyző Enokido Jodzsi készítette. Az új karakterek dizájnját Takeucsi Naoko rajzolta meg.

## Forráshivatkozások
1. ↑  Animerica: Animerica Feature: The Sailor Moon Movies. web.archive.org, 2004. április 7. [2004. április 7-i dátummal az eredetiből archiválva]. (Hozzáférés: 2021. június 2.)
2. ↑  Archivált másolat. [2012. július 15-i dátummal az eredetiből archiválva]. (Hozzáférés: 2021. június 2.)